# Jacob Rasmussen
Jacob Vandsø Rasmussen (ur. 28 maja 1997 w Odense) – duński piłkarz występujący na pozycji obrońcy w austriackim klubie Red Bull Salzburg. Wychowanek OB, w trakcie swojej kariery grał także w takich zespołach, jak St. Pauli II, Rosenborg, Empoli, Fiorentina, Erzgebirge Aue, Vitesse oraz Feyenoord. Młodzieżowy reprezentant Danii.